# Юліус Маймберг
Юліус Маймберг (нім. Julius Meimberg; 11 січня 1917, Мюнстер — 17 січня 2012, Мюнстер) — німецький льотчик-ас винищувальної авіації, майор люфтваффе. Кавалер Лицарського хреста Залізного хреста.

## Біографія
Представник сім'ї підприємців. В юності літав на планерах, потім на легких літаках. В 1937 році вступив в люфтваффе. Закінчив 2-е авіаційне училище у Берліні-Гатові (1939). В листопаді 1939 року зарахований в 2-у групу 2-ї винищувальної ескадри, дислоковану неподалік Відня. Свою першу перемогу здобув 19 травня 1940 року, збивши британський винищувач у районі Камбре. З літа 1941 року — командир 3-ї ескадрильї своєї ескадри. В червні 1941 року група була перекинута в район Бреста для прикриття лінкорів «Шарнгорст» і «Гнайзенау». 24 липня в бою з британською авіацією Маймберг був поранений і 6 місяців провів у шпиталі. З серпня 1942 року — командир 11-ї ескадрильї своєї ескадри (з листопада 1942 року — штабна ескадрилья 2-ї групи 53-ї винищувальної ескадри). З листопада 1942 року воював в Північній Африці. 4 грудня здобув свої перші перемоги в Тунісі, збивши 3 «Біслі». Вранці 5 груд збив 3 «Спітфайри», 6 грудня — ще 1 (загальна кількість його перемог досягла 30). З 1943 року воював проти союзної авіації в Європі, в 1944 році — в Нормандії, де командував 2-ю групою 53-ї винищувальної ескадри. 51-шу перемогу здобув 16 березня 1945 року, збивши в районі міста Бад-Кройцнах «Мустанг». 17 квітня 1945 року Bf.109G-14/AS, яким керував Маймберг, був збитий зенітною артилерією, і йому довелося вистрибнути на парашуті. Це був його останній бойовий виліт.
Всього за час бойових дій здійснив понад 250 бойових вильотів і збив 59 літаків, з них 22 «Спітфайри».
Після закінчення війни хотів вступити в Мюнстерський університет, але не був прийнятий. Тоді повернувся до сімейного текстильного бізнесу, винайшов новий тип веретена. В 1960-х роках створив своє туристичне бюро. У повоєнні роки продовжував літати на планерах і спортивних літаках.

## Нагороди
- Нагрудний знак пілота
- Залізний хрест 2-го і 1-го класу
- Почесний Кубок Люфтваффе (30 липня 1941)
- Нагрудний знак «За поранення» в сріблі
- Німецький хрест в золоті (29 жовтня 1942)
- Лицарський хрест Залізного хреста (24 жовтня 1944)
- Авіаційна планка винищувача в золоті
- Медаль Рудольфа Дізеля (2001)